# Andrea Pegoraro
Andrea Pegoraro (Camposampiero, 24 ottobre 1966) è un ex astista italiano.

## Biografia
Nato nel 1966 a Camposampiero, in provincia di Padova, a 25 anni ha partecipato ai Giochi olimpici di Barcellona 1992 nel salto con l'asta, uscendo nelle qualificazioni con la 20ª misura (10ª del suo turno), 5,40 m.
Nel 1990 aveva già partecipato ad una competizione internazionale, gli Europei indoor di Glasgow, dove aveva terminato 10º saltando 5,20 m. Nelle 2 successive presenze a questa manifestazione è arrivato 15º con 5,30 m a Genova 1992, mentre è stato eliminato nelle qualificazioni a Parigi 1994, con la misura di 5,40 m.
1 anno dopo le Olimpiadi, nel 1993, ha invece preso parte ai Mondiali di Stoccarda, uscendo nelle qualificazioni con 5,65 m, eguagliando il record personale segnato l'anno precedente, ma non arrivando in finale, nonostante la misura sia bastata ad altri 10 atleti per qualificarsi, e prima ai Mondiali indoor di Toronto, arrivando in finale e chiudendo 7º con 5,65 m, suo record personale e allora record italiano indoor, poi battuto nel 1998 da Fabio Pizzolato; il 5,65 m outdoor segnato nel 1992 era invece ai tempi la 2ª misura italiana dietro al 5,68 m di Marco Andreini nel 1990, al 2019 è la 7ª.
Nel 1990 e 1993 è stato campione italiano indoor nel salto con l'asta, saltando prima 5,50 m e poi 5,62 m, mentre nel 1994 e 1995 è stato campione italiano outdoor sempre nel salto con l'asta, in entrambi i casi con la misura di 5,50 m.

## Palmarès
| Anno | Manifestazione  | Sede       | Evento           | Risultato | Prestazione | Note |
| ---- | --------------- | ---------- | ---------------- | --------- | ----------- | ---- |
| 1990 | Europei indoor  | Glasgow    | Salto con l'asta | 10º       | 5,20 m      |      |
| 1992 | Europei indoor  | Genova     | Salto con l'asta | 15º       | 5,30 m      |      |
| 1992 | Giochi olimpici | Barcellona | Salto con l'asta | 20º (q)   | 5,40 m      |      |
| 1993 | Mondiali indoor | Toronto    | Salto con l'asta | 7º        | 5,65 m      |      |
| 1993 | Mondiali        | Stoccarda  | Salto con l'asta | 15º (q)   | 5,65 m      |      |
| 1994 | Europei indoor  | Parigi     | Salto con l'asta | 15º (q)   | 5,40 m      |      |

## Campionati nazionali
- 2 volte campione nazionale nel salto con l'asta (1994, 1995)
- 2 volte campione nazionale nel salto con l'asta indoor (1990, 1993)

1987
- Argento ai campionati italiani assoluti indoor, salto con l'asta - 5,20 m

1990
- Oro ai campionati italiani assoluti indoor, salto con l'asta - 5,50 m

1993
- Oro ai campionati italiani assoluti indoor, salto con l'asta - 5,62 m

1994
- Oro ai campionati italiani assoluti, salto con l'asta - 5,50 m

1995
- Oro ai campionati italiani assoluti, salto con l'asta - 5,50 m